# José María Arguedas
José María Arguedas Altamirano (ur. 18 stycznia 1911 w Andahuaylas, zm. 2 grudnia 1969 w Limie) – peruwiański pisarz tworzący w języku hiszpańskim i w keczua.

## Biografia
Arguedas urodził się w rodzinie białego adwokata, jednak wychowywał się w indiańskiej wiosce, co wywarło olbrzymi wpływ na jego życie i twórczość. Jego pierwszym językiem był keczua, hiszpańskiego nauczył się dopiero w wieku 14 lat. W 1931 wyjechał do Limy, gdzie studiował na Uniwersytecie San Marcos. Studia rozpoczął na wydziale literatury, wkrótce kontynuował je także na wydziale antropologicznym. Po studiach pracował na Uniwersytecie San Antonio Abad del Cusco, a potem jako nauczyciel w Sicuani w rejonie Cusco, gdzie zebrał ustne przekazy w keczua. Z czasem został doktorem antropologii oraz kierownikiem Wydziału Etnologii swojej macierzystej uczelni. W 1937 za udział w demonstracji studenckiej został na 8 miesięcy osadzony w więzieniu.
Debiutował w 1935 tomem opowiadań Agua, pierwszą powieść (Yawar Fiesta) opublikował w 1941. Najważniejsze jego utwory – Głębokie rzeki i Lis z Gór i Lis z Nizin – zostały wydane, odpowiednio, w 1958 i 1971. W swoich dziełach ukazywał Peru z perspektywy Indian Keczua, w fabułę wplątywał język keczua i mity, ukazując świat, który przetrwał mimo wielowiekowej – nierzadko niezwykle brutalnej – ingerencji hiszpańskich konkwistadorów i ich potomków. Oprócz własnej twórczości zbierał oraz publikował także ustne przekazy literatury w keczua, tłumacząc większość z nich na hiszpański.
28 listopada 1969, wkrótce po zredagowaniu Lisów, Arguedas próbował popełnić samobójstwo (postrzelił się w głowę). Zmarł po pięciodniowej agonii.

## Twórczość (wybór)
- Agua. Los escoleros. Warma kuyay (1935)
- Yawar Fiesta (1941)
- Diamantes y pedernales (1954)
- Głębokie rzeki (Los ríos profundos 1958)
- El Sexto (1961)
- La agonía de Rasu Ñiti (1962)
- Todas las sangres (1964)
- El sueño del pongo (1965)
- Ludzka miłość (Amor mundo y todos los cuentos 1967)
- Lis z Gór i Lis z Nizin (El zorro de arriba y el zorro de abajo 1971)